# Crit de Yara
El Crit de Yara fou l'inici del procés independentista de Cuba d'Espanya que va ser iniciat per Carlos Manuel de Céspedes el 10 d'octubre de 1868.1

## Història
En la nit que va transcórrer del 9 al 10 d'octubre de 1868 a l'enginy La Demajagua, va iniciar la Guerra dels Deu Anys. En aquest lloc, Carlos Manuel de Céspedes y del Castillo va fer conèixer el Manifest de la Junta Revolucionària de l'Illa de Cuba, les idees i els fins del moviment revolucionari que cercava la independència basat en la igualtat de tots els hòmens, blancs o negres, cubans o espanyols, mantinguda pel Pare Félix Varela en defensar l'abolició de l'esclavatge.
La idea inicial de Céspedes, d'aquell moment en endavant considerat "pare de la pàtria", era prendre la ciutat de Manzanillo, no sols per la proximitat al lloc del pronunciament, sinó per la importància de la plaça; no obstant això, la pèrdua del factor sorpresa, la falta d'experiència marcial dels milicians i la manca d'armes de foc, li van fer desistir de la idea. No obstant això, com a prova de la intenció, va ser la composició, per part del mateix Gespes, de la Marxa a Manzanillo, himne patriòtic que pretenia sollevar l'esperit públic dels manzanilleros quan prengués la plaça; també va ser important la signatura del Manifest de la Revolució que seria firmat a Manzanillo i no en el lloc on certament es va verificar i va es jurar: l'enginy La Demajagua.
Després d'acabada la reunió convocada per Carlos Manuel de Céspedes en aquest lloc —i davant la impossibilitat de prendre la ciutat portuària de Manzanillo—, els revolucionaris (en un nombre aproximat de 600), van decidir de marxar cap a Sierra de Naguas a fi d'augmentar les forces insurgents; no obstant això, en passar pel poblat de Yara, van ser dispersats per una columna espanyola provinent de Bayamo.
El començament de la Guerra dels Deu Anys s'ha relacionat amb Yara precisament perquè, mentre que els propòsits exposats la reunió de La Demajagua van passar inadvertits inicialment, la derrota dels insurrectes en l'assalt al poble de Yara, en ser comunicada al capità general, va aparèixer en la premsa de l'Havana i de Madrid.
La bandera feta voleiar per Gespes va ser confeccionada per Candelaria Acosta, però l'estrella va ser dibuixada per Emilio Tamayo. Aquesta bandera es va fer servir en Província d'Orient com l'emblema de la nova república, fins que l'Assemblea de Guáimaro va ser adoptada la de Narcís López.